# Лепс (посёлок)
Лепс (нем. Leps) — община в Германии, в земле Саксония-Анхальт.
Входит в состав района Анхальт-Цербст. Подчиняется управлению Эльбе-Эле-Нуте. Население составляет 316 человек (на 31 декабря 2006 года). Занимает площадь 21,90 км².